# Баке, Марк
Марк Баке (нидерл. Marc Baecke; 24 июля 1956, Синт-Никлас — 21 января 2017, Беверен) — бельгийский футболист, игравший на позиции левого защитника.

## Клубная карьера
На протяжении почти всей своей карьеры выступал за «Беверен», с которым дважды выигрывал чемпионат страны, дважды Кубок страны и дважды Суперкубок страны. Карьеру завершил в «Кортрейке».

## Карьера в сборной
За сборную сыграл 15 матчей, выступал на чемпионате мира 1982 года (четыре матча, команда вышла во второй групповой этап) и чемпионате Европы 1984 года (групповой этап, все три матча, провёл на скамье запасных).

## Личная жизнь
После игровой карьеры Баке занялся бизнесом, работая сначала в компании по продаже мазута, а затем и в компании по сбыту алюминиевой продукции. Его жена владела кафе, управлять которым он помогал ей на протяжении нескольких лет, но позже кафе было закрыто.
Баке был заядлым курильщиком: вскоре у него был диагностирован облитерирующий тромбангиит, который привёл к тому, что в декабре 2013 года Баке ампутировали левую ногу — через открытую рану на ней в организм попала инфекция.
От последствий Баке не оправился и умер 21 января 2017 года после продолжительной болезни, через год после кончины своей супруги.

## Достижения
- Чемпион Бельгии: 1979, 1984
- Обладатель Кубка Бельгии: 1978, 1983
- Обладатель Суперкубка Бельгии: 1979, 1984